# Consuelo
 (juin 2018).
Si vous disposez d'ouvrages ou d'articles de référence ou si vous connaissez des sites web de qualité traitant du thème abordé ici, merci de compléter l'article en donnant les références utiles à sa vérifiabilité et en les liant à la section « Notes et références ».
Pour les articles homonymes, voir Consuelo (homonymie).
Consuelo est un roman de George Sand, paru sous forme de feuilleton entre 1842 et 1844. Il s'agit d'un roman historique situé en Europe au XVIIIe siècle et relatant le destin et l'ascension sociale d'une chanteuse espagnole aux origines bohémiennes qui donne son nom au roman. Le roman La Comtesse de Rudolstadt lui fait suite et conclut les aventures de son héroïne éponyme.

## Résumé
La première partie du roman se déroule à Venise vers le milieu du XVIIe siècle. Consuelo, surnommée la zingarella (c'est-à-dire la bohémienne), est une jeune cantatrice d'origine espagnole et bohémienne. Pauvre orpheline, elle est élève du célèbre maître Nicola Porpora à la Scuola dei Mendicanti, où elle s'attire régulièrement les ires de ses compagnes d'étude pour son talent musical incomparable autant que pour sa pauvreté, ses origines obscures et sa prétendue laideur. 
Lorsque quelques années plus tard le comte Zustiniani cherche à remplacer dans son théâtre la prima donna Corilla, également ancienne élève de Porpora, dont il a quelques années auparavant fait sa maitresse et dont il s'est cependant lassé tout aussi vite que le public de son talent médiocre, c'est pourtant par l'art et le génie de Consuelo qu'il est ébloui devant la beauté pourtant frappante de sa compagne d'étude Clorinda. Il l'engage conjointement à Anzoleto, son amant, dont il est le protecteur, pour jouer les premiers rôles dans Ipermnestre de Christoph Wilibald Gluck, Clorinda ne jouant que le second rôle. 
Consuelo, d'un caractère naïf et ingénu, rencontre un succès inouï dès la première représentation et fait de l'ombre non seulement à Corilla et à Clorinda, mais également à son amant Anzoleto qui commence alors à voir leur travail conjoint d'un mauvais œil. Celui-ci se lie alors parallèlement à la Corilla pour s'assurer une carrière plus prometteuse, trahissant ainsi sa fiancée. Le maître de Consuelo, Porpora a cependant découvert par hasard son infidélité et en instruit son élève, qui ne le croit que lorsqu'il la mène de force devant l'évidence et la laisse les prendre sur le fait. Devant cette trahison, elle est dévastée et se laisse forcer à chanter une dernière représentation au théâtre. Après la représentation, Zustiniani profite de l'absence d'Anzoleto pour lui déclarer ses vues sur elle et tenter de la séduire. C'en est trop pour la jeune fille qui prend son parti et fuit Venise dans la nuit même. Son maître Porpora l'envoie alors servir de professeur de chant dans la famille des Rudolstadt, au Château des Géants (Riesenburg) en Bohême. La partie vénitienne conclut sur la rivalité d'Anzoleto avec son ancien protecteur Zustiniani, se disputant les faveurs de Corilla et Clorinda, et la vengeance et fuite d'Anzoleto. 
Au Château des Géants, Consuelo rencontre le Comte Albert, personnage étrange et tout d'abord inquiétant, servi par Zdenko, un bohémien simple d'esprit, tous deux apparaissant et disparaissant apparemment à leur gré dans le château. La famille d'Albert le déclare malade et fou et tente de cacher cette tache à leur réputation autant que possible. Lorsque Consuelo découvre la retraite d'Albert, où il disparaissait sans laisser de traces ni donner de nouvelles des semaines durant, elle le convainc de retourner aux siens mais tombe immédiatement malade après le long et pénible trajet de retour au château. Lors de sa maladie et de sa convalescence, le Comte se déclare au grand ébahissement de sa famille éperdument amoureux de Consuelo qui doit, quant à elle, prendre en compte le fossé social qui les sépare malgré les sentiments qu’elle éprouve pour lui. C'est alors que son ancien amant Anzoleto se présente inopinément au château, se présentant comme son frère, et tente de séduire la jeune fille à nouveau : Consuelo, troublée par cette apparition inattendue, décide de fuir Riesenburg malgré l'amour de moins en moins réprimé qu'elle éprouve pour le Comte de Rudolstadt. Elle part alors rejoindre son maître Porpora à Vienne, faisant en chemin la connaissance d'un certain Joseph Haydn, avec lequel elle fait route et qu'elle recommande en arrivant à son maître, référence historique de George Sand à l'enseignement que Haydn reçut réellement de Porpora. Après de nombreuses intrigues où son caractère ingénu la dessert parfois au grand dam de Porpora qui rêve de retrouver sa renommée d'antan dans ses vieux jours, Consuelo devient prima donna à l'opéra de Vienne pour la cour de l'impératrice Marie-Thérèse. Sur le chemin de Prusse, où Porpora a réussi à lui obtenir un engagement à la cour de Frédéric II, elle retrouve un oncle du Comte Albert, qui la supplie de passer par Riesenburg, le jeune homme étant tombé gravement malade. Elle retourne le voir, agitée par des pressentiments, et l'épouse juste avant qu'il ne meure au terme d'une maladie étrange et fulgurante. C'est la fin de Consuelo.

## Genèse
Deux femmes ont servi de modèle pour écrire l’œuvre, la version historique et la version incarnée, ainsi que l’affirme Wladimir Karénine : « Et quoiqu’il soit vrai que certains traits et faits de la biographie de la célèbre Mara aient servi pour écrire quelques épisodes et quelques détails de la vie de Consuelo, il n’en est pas moins irréfutable que George Sand fit cette fois ce qu’elle ne faisait que rarement : c’est en toute conscience qu’elle copia sa bohémienne hispano-vénitienne sur son amie Pauline Viardot. ». Toujours selon le même ouvrage, « les idées, les goûts et les théories esthétiques » en rapport avec la musique sont celles partagées par George Sand avec Chopin.

## Thème
À travers toutes ses péripéties, Consuelo devient une figure incontournable du paysage artistique européen du XVIIIe siècle grâce à la musique et au soutien de son maitre le Porpora. Les deux ouvrages, Consuelo et La Comtesse de Rudolstadt ont été édités séparément mais constituent une seule et unique œuvre. Les aventures de Consuelo se poursuivent dans La Comtesse de Rudolstadt où elles prennent une dimension plus ésotérique et philosophique.
Autre thème du roman, la pauvreté, l’esprit de pauvreté, qui est recherchée et assumée.